# Alexandra Montoya
Alexandra Madelene Montoya Aguillon (n. en 1972) es una imitadora colombiana conocida por su trabajo en el programa radial La Luciernaga. Estudió periodismo en la Universidad Externado de Colombia y se graduó como abogada de la Facultad de Derecho y ciencias políticas, en la Universidad del Rosario el 18 de noviembre de 2016.

## Biografía
Su actividad humorística se inició desde niña, imitando las voces de programas de televisión con acentos mexicanos, españoles, argentinos. Luego se dio a conocer como presentadora de eventos en la universidad y más tarde, se desempeñó en la radio en las emisoras Candela y Acuario Stereo (actualmente Vibra Bogotá, de WV Radio) en 1992 Guillermo Díaz Salamanca, quien estaba vinculado a Caracol Radio, la contactó para formar parte del elenco del programa La Luciérnaga. Desde entonces se especializó en imitar voces en forma paródica de varios personajes femeninos de la actualidad colombiana en todos los niveles.
En 2008, sin dejar de lado su actividad radial y humorística, fue presentadora del programa Hay con Quien de Citytv. Ya había participado en otros programas de televisión como Papaya y Mesa de Noche, pero fue con el de City TV que logró sentirse más realizada; en él era presentadora, entrevistaba a los invitados y hacia personajes caracterizados con un solo elemento que le daba el toque diferenciador, con un formato especial. Fue un año difícil para ella, pues falleció su mamá, Marina Aguillón, su mejor compañía y su mayor crítica; Alexandra tuvo la responsabilidad y el profesionalismo de continuar con el programa de humor, haciendo reír en el momento más duro de su vida.
En 2012, a los cuarenta años de edad, decidió ser madre sola por convicción, dio a luz a su primer hijo, Juan José, a quien concibió mediante inseminación artificial, en una clínica de fertilidad, en la cual seleccionó un donante. Su hijo ha sido su mayor reto y su alegría más grande, sabe que ser madre sola no es fácil pero cuenta con el apoyo de sus hermanos y su padre, clave para la imagen masculina con la que deben crecer los niños.
Hoy tiene un Show que lleva por nombre La posesión va por dentro, en el que cuenta lo tímida que es en las diferentes situaciones de la vida pero que cuando aparecen las voces la ayudan a salir o a veces no la dejan tan bien librada. Ha puesto su voz en innumerables comerciales de radio y televisión y es requerida en múltiples empresas para llevar sus voces a divertir a los empleados.

## Personajes imitados
- Rocío Arias, política
- Ingrid Betancourt, política
- Piedad Córdoba, política
- Clara Estrada, presentadora
- Salud Hernández-Mora, periodista española residente en Colombia
- Claudia López, congresista
- María Emma Mejía, Secretaria General de UNASUR
- Diana Montoya, Conductora radial
- Natalia Paris, exmodelo y DJ
- Gina Parody, Abogada, exdirectora del SENA y exministra de educación
- Marta Lucía Ramírez, vicepresidente de Colombia
- Clara Rojas, política
- Noemí Sanín, política
- Florence Thomas, psicóloga y activista feminista
- Dilian Francisca Toro, política
- Shakira, cantante
- Graciela Torres (La Negra Candela), locutora
- Paola Turbay, actriz y presentadora, Virreina Universal de la Belleza 1992
- Diana Uribe, historiadora
- María Cristina Uribe, presentadora de noticias
- Julieta Venegas, cantante
- Alicia Machacando, Parodia de Alicia Machado
- Doña Pepita, personaje creado por ella de una mujer cachaca de clase alta.
- La Santandereana
- La Boyacense
- Española con poesía erótica
- La Ecuatorianita
- Negrita del Pacífico
- Guadalupe Liona -personaje creado con acento mexicano.
- Tetiana Enmora- Parodia de una periodista Chilena.
- Georgina "Goga" Ruiz, narradora mexicana de Ciclismo
- Paloma Velencia, política.
- Clara López, política
- Mariana Pajón. Deportista en BMX